# Elfenland
Elfenland è un gioco da tavolo creato da Alan R. Moon vincitore dello Spiel des Jahres nel 1998
Il gioco è basato sul Problema del commesso viaggiatore, i giocatori interpretano i ruoli dei giovani elfi che devono riuscire a tornare nel loro villaggio natale cercando di toccare più città possibili.

## Premi e riconoscimenti
Il gioco ha vinto lo Spiel des Jahres nel 1998.